# Syntomodrillia
Syntomodrillia é um gênero de gastrópodes pertencente a família Drilliidae.

## Espécies
- Syntomodrillia bermudensis Fallon, 2016
- Syntomodrillia carolinae Bartsch, 1934
- †Syntomodrillia circinata Powell, 1944
- †Syntomodrillia complexa Powell, 1944
- †Syntomodrillia compta Powell, 1944
- Syntomodrillia cookei (E. A. Smith, 1888)
- Syntomodrillia curacaoensis Fallon, 2016
- †Syntomodrillia espyra Woodring 1928
- Syntomodrillia floridana Fallon, 2016
- Syntomodrillia harasewychi Fallon, 2016
- Syntomodrillia hesperia Fallon, 2016
- Syntomodrillia hypsela (R.B. Watson, 1881)
- †Syntomodrillia inadrina Mansfield 1925
- †Syntomodrillia iphis Woodring 1928
- Syntomodrillia lissotropis (Dall, 1881)
- †Syntomodrillia ludbrookae Powell, 1944
- Syntomodrillia lyra Fallon, 2016
- Syntomodrillia mellea Fallon, 2016
- †Syntomodrillia obsoleta Powell, 1944
- Syntomodrillia peggywilliamsae Fallon, 2016
- Syntomodrillia portoricana Fallon, 2016
- Syntomodrillia pusilla Fallon, 2016
- Syntomodrillia socolatea Fallon, 2016
- Syntomodrillia stahlschmidti Fallon, 2016
- †Syntomodrillia tantula (Conrad, 1848)
- Syntomodrillia triangulos Fallon, 2016
- Syntomodrillia trinidadensis Fallon, 2016
- †Syntomodrillia venusta Powell, 1944
- Syntomodrillia vitrea McLean & Poorman, 1971[2]
- †Syntomodrillia waiauensis Powell, 1942
- Syntomodrillia woodringi Bartsch, 1934

Espécies trazidas para a sinonímia
- Syntomodrillia cybele Pilsbry & Lowe, 1932: sinônimo de Cerodrillia cybele (Pilsbry & Lowe, 1932)
- Syntomodrillia simpsoni (Simpson, 1886): sinônimo de Lissodrillia simpsoni(Simpson, 1886)
- Syntomodrillia tantula Bartsch, 1934: sinônimo de Syntomodrillia portoricana Fallon, 2016
- Syntomodrillia (Hauturea) vivens Powell, 1942: sinônimo de Splendrillia vivens (Powell, 1942)